# Elecciones parlamentarias de Croacia de 2024
Las elecciones parlamentarias de Croacia se realizaron de manera anticipada el 17 de abril de 2024, para elegir a los miembros del 11º Sabor (Parlamento de Croacia). Antes de las elecciones, el gobierno estaba formado por una coalición de la Unión Democrática Croata y el Partido Serbio Demócrata Independiente, con el apoyo parlamentario de cinco diputados de la minoría nacional, un diputado del Partido Social Liberal Croata y del Partido Demócrata Croata, y un diputado independiente.

## Antecedentes
El período preelectoral estuvo marcado por especulaciones sobre la posible fecha de las elecciones, posibles coaliciones y unificación de la oposición, así como acusaciones de corrupción y nepotismo en el gobierno del primer ministro Andrej Plenković y sus cambios de ministros.

### Eventos preelectorales
La primera coalición preelectoral fue acordada por El Puente (MOST) y los Soberanistas Croatas (HS) el 8 de julio de 2023, con un lugar abierto para otros partidos que van desde el centro hasta la derecha, incluido el Movimiento de la Patria. Ivan Penava (DP) no rechazó la posibilidad, sino que pidió a Most que se uniera a una coalición con el DP.  Después de eso, el DP entró en una alianza de corta duración con el Partido Campesino Democrático Croata el 16 de diciembre de 2023. El 27 de marzo de 2024, DP concluyó un acuerdo con Ley y Justicia, partido que surgió tras la unificación de La Clave de Croacia, Cambiemos Croacia y la lista Independiente de Mislav Kolakušić. Por otro lado, Most y HS decidieron ampliar la coalición con la Lista Juvenil Independiente (NLM) el 22 de marzo de 2024.
El 28 de julio de 2023, se acordó una coalición entre dos partidos regionales liberales, la Asamblea Democrática de Istria (IDS) y la Alianza de Primorje-Gorski Kotar (PGS), con el objetivo principal de representar a Istria y Kvarner en los distritos electorales VII y VIII. La coalición también participará en las elecciones al Parlamento Europeo de 2024. Otros dos partidos liberales, Focus y el Partido Popular – Reformistas, anunciaron su cooperación el 10 de noviembre de 2023. El líder de los reformistas, Radimir Čačić, afirmó que esperan con gran certeza una gran ampliación de esta cooperación con partidos cercanos a ellos, que creen que Croacia está institucionalmente y como sociedad atrapada por la Unión Democrática Croata (HDZ) y que esto debería detenerse y debería abrirse espacio para una Croacia diferente, mucho más moderna y más liberal.  Finalmente dos grupos formaron una única alianza el 9 de diciembre de 2023. Cuatro líderes del partido: Davor Nađi (Focus), Dalibor Paus (IDS), Radimir Čačić (NS-R) y Darijo Vasilić (PGS) señalaron que compiten contra el HDZ y que después de las elecciones no participarán en un gobierno con el HDZ, aunque Čačić no descartó la posibilidad de apoyar un gobierno minoritario. El 5 de marzo de 2024, la coalición se constituyó formalmente bajo el nombre "Por una Croacia mejor". La coalición colapsó más tarde después de que Focus decidiera aliarse con el partido República de Damir Vanđelić, mientras que los reformistas todavía se asociaban con IDS y PGS en los distritos electorales VII y VIII y con la coalición Ríos de Justicia, que incluye al SDP, en otros distritos electorales.
Los disidentes del Partido Socialdemócrata (SDP) liderados por Davorko Vidović como líder de los Socialdemócratas (SD) llegaron a un acuerdo con el Partido Campesino Croata (HSS) el 7 de octubre de 2023, creando la coalición Nuestra Croacia (NH). Diez días después los Laboristas Croatas - Partido Laborista (HL-SR) se unieron a la coalición y enfatizaron que esto es solo cooperación y confianza continuas. El 2 de marzo de 2024, los Demócratas (D) se unieron a la coalición, afirmando que reconocían el gran potencial para un cambio positivo, así como el coraje y la capacidad de reunirse ampliamente en la izquierda y el centro. HSS abandonó la coalición el 5 de marzo de 2024 y se unió a Ríos de Justicia el 22 de marzo de 2024. El 27 de marzo de 2024, "Nuestra Croacia" anunció un acuerdo con el IDS, el PGS y el NPS en los distritos electorales III, VII y VIII.
La coalición más esperada de las elecciones de 2024 es una alianza entre el principal partido de oposición, el Partido Socialdemócrata de Croacia, y el contendiente de izquierda ¡Podemos! – Plataforma Política (Možemo!). Esta idea se consideró probable debido al gran cambio que dos partidos podrían lograr juntos. A pesar de eso, ¡Podemos! anunció el 27 de junio de 2023 que actuaría por su cuenta, dejando la posibilidad después de las elecciones de formar un gobierno con LOS partidos de centro izquierda, incluido el SDP.  El 1 de marzo de 2024, Sandra Benčić (¡Podemos!) anunció el inicio de negociaciones con el SDP sobre una "coalición puntual", es decir, una coalición en distritos electorales en los que individualmente no tienen suficiente apoyo. En ese caso, la coalición se implementaría en los distritos electorales IV. , V., VII. y IX, mientras que en otros distritos los partidos irían por separado. El 22 de marzo de 2024, Možemo y el SDP anunciaron que no se había llegado a un acuerdo, lo que significa que irán por separado en todos los distritos electorales.
El 17 de febrero de 2024, miembros de la oposición liberal de izquierda realizaron una protesta bajo el lema "¡Basta! ¡Vamos a las elecciones!". La protesta fue organizada por SDP, ¡Podemos!, Centro, IDS, HSS y RF, Focus, SD, NS-Reformistas, GLAS y SsIP . El motivo de la protesta fue el nombramiento del juez Ivan Turudić como fiscal general. La víspera, los mismos partidos presentaron una solicitud para la disolución del parlamento y la celebración de elecciones anticipadas. Most y HS se unieron a ellos con firmas incluso si no participaron en las protestas. La siguiente protesta se celebró el 23 de marzo de 2024 simultáneamente en Zagreb, Split, Rijeka, Osijek y Varaždin.
El 5 de marzo de 2024, tras una reunión entre varios partidos, se anunció una gran futura coalición liberal de izquierda denominada Por una Mejor Croacia. La coalición estará liderada por el SDP con Peđa Grbin como candidato a primer ministro e incluirá a Focus, NS-R, PGS, IDS, Center, HSS, Glas, RF y SsIP. El 6 de marzo, IDS y PGS afirmaron que no habrá coalición en el VIII distrito electoral con otros partidos que no sean Focus y NS-R, según acuerdos anteriores.  El 17 de marzo, Grbin anunció que el Frente de los Trabajadores no formaría parte de la coalición, mientras que la Asamblea Democrática de Istria, la Alianza de Primorje-Gorski Kotar y Fokus abandonaron la coalición el 19 de marzo, citando la candidatura de Milanović, que no estaba de acuerdo con la ley, como razón. Tras el colapso de la coalición, los partidos restantes llegaron a un acuerdo para concurrir a las elecciones bajo un nombre de coalición Ríos de Justicia.
Tras la creación de la coalición de oposición, HDZ anunció que cooperaría con HSLS, HDS, HNS y HSU en algunos distritos electorales.
Horas después de anunciar la fecha de las elecciones el 15 de marzo, el presidente Zoran Milanović anunció en una conferencia de prensa que sería el candidato del SDP a primer ministro en las elecciones, durante las cuales competiría contra el actual primer ministro Andrej Plenković en el distrito electoral I. Sin embargo, el 18 de marzo, el Tribunal Constitucional dictaminó que Milanović no puede ser candidato ni participar activamente en apoyo del SDP durante la campaña electoral  a menos que renuncie a la presidencia. En respuesta, Milanović describió el fallo como "hecho a la manera de un gángster".
Antes de las elecciones, investigadores de la Facultad de Ciencias Políticas de la Universidad de Zagreb desarrollaron en colaboración con Kieskompas una prueba de brújula electoral en línea que posiciona a los principales partidos políticos y al usuario, basándose en una serie de preguntas, en el espectro político.

### Fecha de elección
En 2023, se informó que el HDZ se estaba preparando para celebrar elecciones en abril de 2024, dos meses antes de las elecciones al Parlamento Europeo. En conversaciones con varios miembros de alto rango del HDZ, la lista Jutarnji informó que Andrej Plenković obtendría ventajas con las que se presentará ante los electores y pedirá otro mandato de primer ministro el próximo año, para que las elecciones se puedan celebrar antes de las vacaciones de Semana Santa de 2024.
El 28 de febrero de 2024, Jutarnji list informó que HDZ tenía previsto celebrar la Asamblea General el 17 de marzo de 2024 en la sala de conciertos Vatroslav Lisinski de Zagreb, tres meses antes de la fecha límite. Posteriormente comenzó a circular información de que el Parlamento podría disolverse el 22 de marzo, último día de la 21ª sesión del Parlamento croata, y que la disolución podría votarse. El 8 de marzo, Plenković confirmó la disolución del parlamento el 14 de marzo.
El 14 de marzo, el parlamento votó por unanimidad a favor de disolverse, sin especificar una fecha para las elecciones. Al día siguiente, el presidente Zoran Milanović anunció que las elecciones se celebrarán el 17 de abril. Por primera vez, las elecciones se celebrarán un miércoles, mientras que las elecciones parlamentarias croatas de 2000 se celebraron un lunes.

## Sistema electoral

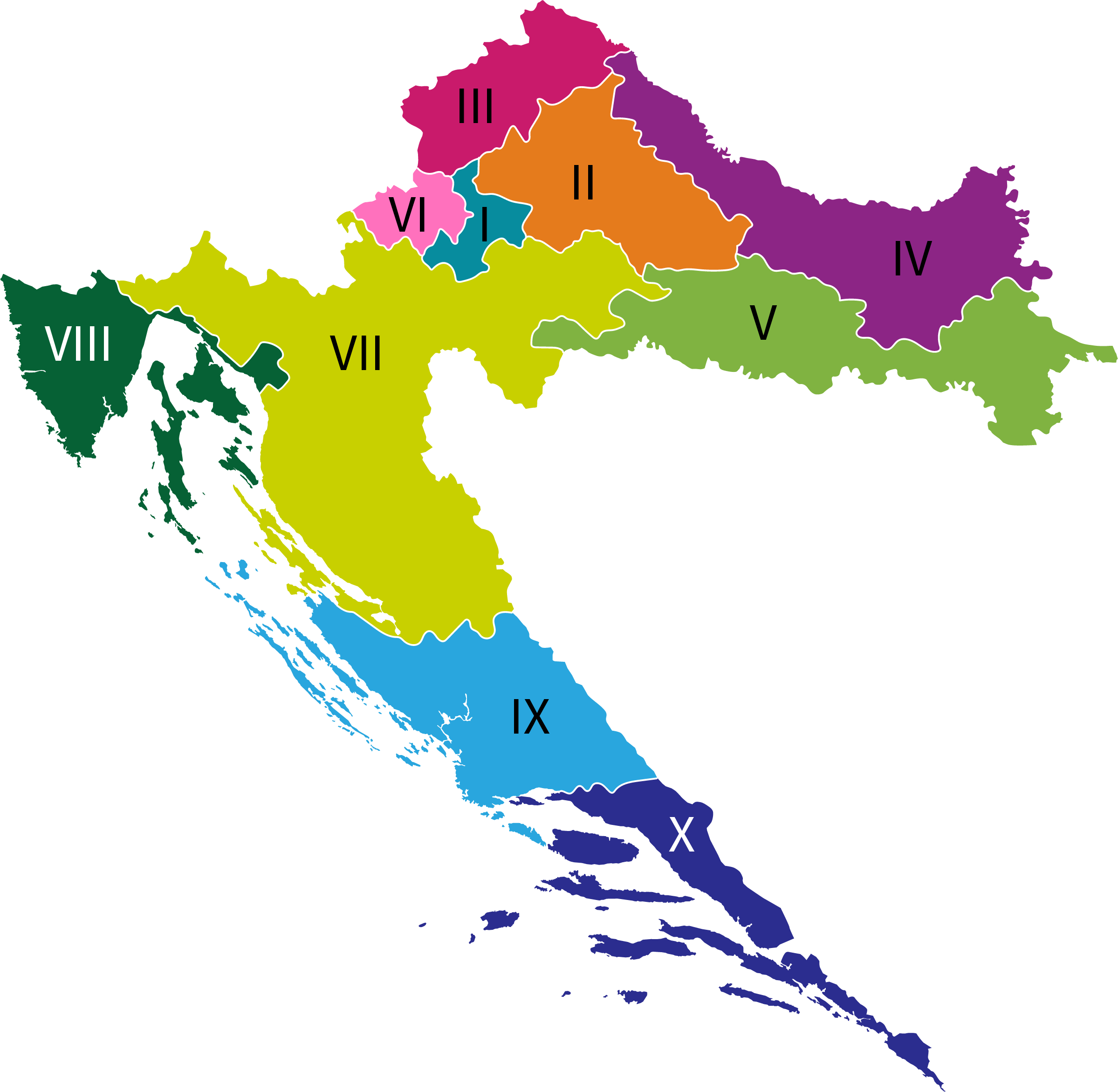
Distritos electorales en uso a partir de 2023

Los 151 miembros del Parlamento croata son elegidos en 10 distritos electorales geográficos y dos distritos electorales especiales:
- Se eligen 140 escaños en diez distritos electorales geográficos de 14 escaños (del 1.º al 10.º distrito electoral) mediante representación proporcional de lista abierta (utilizando un umbral electoral del 5%) con escaños asignados mediante el método d'Hondt.
  - Un votante puede dar su 'voto preferencial' a un solo candidato de la lista, pero sólo los candidatos que hayan recibido al menos el 10% de los votos del partido tienen prioridad sobre los demás candidatos de la lista.[45]

- En un distrito electoral especial (undécimo distrito electoral) se eligen 3 escaños para los ciudadanos croatas residentes en el extranjero.
- Se eligen 8 escaños en un distrito electoral para las minorías nacionales (12º distrito electoral): 3 escaños para los serbios, 1 escaño para los italianos, 1 escaño para los húngaros, 1 escaño para los checos y eslovacos, 1 escaño para los albaneses, bosnios, macedonios, montenegrinos y esloveno y 1 escaño para las minorías nacionales austriaca, búlgara, alemana, judía, polaca, romaní, rumana, rusa, turca, ucraniana y valaca.
  - Los electores con derecho a votar en el Distrito Electoral 12 pueden optar por votar por una lista de candidatos en la boleta en el distrito al que pertenecen según su lugar de residencia (uno de los 10 distritos geográficos) o por un candidato de su minoría en el Distrito Electoral 12.[45]

El 28 de octubre de 2022, el Tribunal Constitucional advirtió que podría declarar inconstitucionales las próximas elecciones a menos que se cambiara la ley electoral, debido a diferencias excesivas en el número de votantes de cada circunscripción, lo que daría lugar a variaciones significativas en el peso de los votos. El 7 de febrero de 2023, el Tribunal Constitucional derogó la ley electoral porque la diferencia en el peso de los votos entre los diferentes distritos electorales era demasiado grande para cumplir con la disposición constitucional de que cada voto debe tener el mismo peso. El Parlamento aprobó una nueva ley electoral el 20 de octubre de 2023, que entró en vigor el 3 de noviembre, y exige que las próximas elecciones se celebren con distritos electorales reorganizados.

### Presentación de listas de candidatos
Las listas para la elección de representantes pueden ser propuestas de forma independiente por un partido político o por dos o más partidos políticos (lista de coalición) que estén registrados en la República de Croacia el día en que se anuncia la decisión de convocar las elecciones, o por los votantes. Los votantes propondrán listas de candidatos independientes sobre la base de 500 firmas válidamente reunidas de residentes del distrito electoral en el que se presenta la lista.

## Listas electorales
| Coaliciones | Coaliciones                | Partidos | Candidato líder | Candidato líder                      | Ideología                                                 | Posición                      | Elecciones de 2020                | Elecciones de 2020 | Asientos en la disolución |
| Coaliciones | Coaliciones                | Partidos | Candidato líder | Candidato líder                      | Ideología                                                 | Posición                      | Votes (%)                         | Seats              | Asientos en la disolución |
| ----------- | -------------------------- | --- | --------------- | ------------------------------------ | --------------------------------------------------------- | ----------------------------- | --------------------------------- | ------------------ | ------------------------- |
|             | Coalición del HDZ          | ListaUnión Democrática Croata (HDZ) Partido Social Liberal Croata (HSLS) Partido Popular Croata - Demócratas Liberales (HNS) Partido Cristiano Demócrata Croata (HDS) Partido Croata de los Pensionistas (HSU) Marijana Petir (Ind. MP)                 |                 | Andrej Plenković                     | Conservadurismo Democracia cristiana Europeismo           | Centroderecha                 | 38.56%                            | 67/151             | 68/151                    |
|             | Ríos de Justicia           | ListaPartido Socialdemócrata de Croacia (SDP) Centro (CENTAR) Partido Campesino Croata (HSS) Alianza Cívica Liberal (GLAS) Dalija Orešković y Personas con Nombre y Apellido (DO i SIP) Partido Popular - Reformistas (NS-R) Bojan Glavašević (Ind. MP) |                 | Peđa Grbin                           | Socialdemocracia Socioliberalismo Europeismo              | Centro a centroizquierda      | 24.87% (Reiniciar) 3.98% (IP–P–F) | 40/151             | 20/151                    |
|             | Coalición del DP           | ListaMovimiento de la Patria (DP) Ley y Justicia (PiP) Bloque por Croacia (BLOK) |                 | Ivan Penava                          | Nacional Conservadurismo Populismo de derecha             | Derecha a extrema derecha     | 10.89%                            | 12/151             | 6/151                     |
|             | El Puente-Soberanistas     | ListaEl Puente (MOST) Soberanistas Croatas (HS) Lista de Jóvenes Independientes (NLM) |                 | Nikola Grmoja                        | Conservadurismo social Liberalismo económico Soberanismo  | Centroderecha a derecha       | 7.39%                             | 12/151             | 12/151                    |
|             | Podemos!                   | Lista¡Podemos! – Plataforma Política (M!) – Nueva Izquierda (NL) –Zagreb es NUESTRA(ZJN!) – ¡El Corazón es la Ciudad! (SJG!) |                 | Sandra Benčić                        | Progresismo Políticas verdes                              | Centroizquierda a izquierda   | 6.99% (Verde-Izquierda)           | 5/151              | 5/151                     |
|             | Nuestra Croacia            | ListaSocialdemócratas (SD) Asamblea Democrática de Istria (IDS) Alianza de Primorje-Gorski Kotar (PGS) Laboristas Croatas - Partido Laborista (HL) Demócratas (D) Plataforma Independiente Norte (NPS)                                                  |                 | Davorko Vidović                      | Socialdemocracia Socioliberalismo Regionalismo            | Centro a centroizquierda      | Parte de Reiniciar                | 3/151              | 14/151                    |
|             | Foco-República             | ListaFoco (FOKUS) República (Republika) |                 | Damir Vanđelić                       | Liberalismo clásico Liberalismo económico                 | Centro                        | 3.98% (IP–P–F)                    | 2/151              | 2/151                     |
|             | Frente de los Trabajadores | | [ 53 ]          | [ 53 ]                               | Socialismo democrático Populismo de Izquierda Progresismo | Izquierda a extrema izquierda | Parte de Verde-Izquierda          | 1/151              | 1/151                     |
|             | Por la Patria              | ListaPartido Croata de los Derechos (HSP) Pulso Croata (HB) Partido Campesino Democrático Croata (HDSS) |                 | Nikica Augustinović Željko Glasnović | Ultranacionalismo croata Neo fascismo                     | Extrema derecha               | 0.44%                             | 0/151              | 1/151                     |

### Representación femenina
La ley electoral exige que cada lista que se presente a las elecciones contenga al menos un 40% de hombres y mujeres, para garantizar la igualdad. Para las listas que no cumplan con esta regla, la Comisión Electoral Estatal (DIP) las informará al Defensor del Pueblo para la Igualdad de Género y a la Fiscalía del Estado de la República de Croacia (DORH) cuando los partidos y candidatos que proponen esas listas puedan esperar una multa de hasta 33.000 euros.
Treinta y dos de 165 listas no respetaron la norma y serán denunciadas. Varios de los principales partidos respetaron la norma y tienen al menos seis mujeres y seis hombres en todas sus listas, entre ellos Focus/Republic (11 distritos), MOST/HS (11 distritos), RF (10 distritos), la coalición Ríos de Justicia (10 distritos) y la coalición Nuestra Croacia (8 distritos). Por otro lado, los mayores infractores son el HDZ, la coalición DP/PiP y el partido OiP de la diputada Karolina Vidović Krišto. Tanto para HDZ como para OiP, la multa podría ascender en total hasta 60.000 euros. Preguntado al respecto, Andrej Plenković respondió: "Hay muchas más mujeres que 30 años, pero las circunstancias son tales que tenemos muchos candidatos, intentamos equilibrarlos...".
Mientras que ¡Podemos! tiene el récord de mayor número de mujeres en primer lugar en sus listas (seis distritos electorales), HDZ y DP/PiP no tienen ninguno.

## Encuestas de opinión

Curva LOESS de las encuestas para las elecciones parlamentarias croatas de 2024, excluyendo a los indecisos.

## Campaña

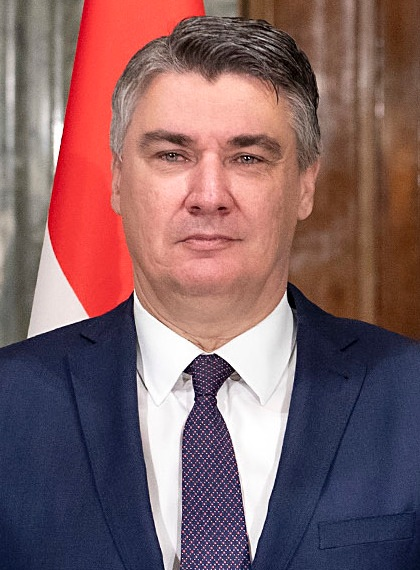
Zoran Milanović, líder del Partido Socialdemócrata Croata (SDP) y ex primer ministro (2011-2016).

La campaña política oficial comenzó el 30 de marzo con la publicación por parte del DIP de todas las listas válidas. Durará hasta finales del 15 de abril, mientras se impone el silencio electoral . Comienza a medianoche y dura hasta las 19:00 horas del día de las elecciones, cuando cierran los colegios electorales y se publican las encuestas a pie de urna .  
La campaña estuvo marcada por una mayor publicidad en las redes sociales y creación de contenido. Para atraer a los votantes jóvenes, muchos políticos se han unido a plataformas de redes sociales como TikTok, entre los más destacados se encuentran el primer ministro Andrej Plenković y el candidato de la diáspora Ljubo Ćesić Rojs. Las plataformas todavía se utilizan principalmente para críticas, negatividad y ataques personales a los oponentes. Ha salido a la luz la compra masiva de bots, específicamente las granjas de bots de HDZ procedentes de Vietnam.   En el Día de los Inocentes, ¡Podemos! ha presentado a la primera política croata de IA, Nitkolina (Nikolina es un nombre común y "nitko" significa "nadie") para luchar contra las noticias falsas y la desinformación.

## Resultados
|  | 34.42 % |

|  | 25.40 % |

|  | 9.56 % |

|  | 9.10 % |

|  | 8.02 % |

|  | 2.25 % |

|  | 2.25 % |

|  | 1.22 % |

|  | 7.79 % |

|  | 97.27 % |

|  | 2.73 % |

|  | 100.00 % |

|  | 61.89 % |